# Sisley Treviso
El Sisley Volley Treviso o simplemente Sisley Treviso fue un equipo de voleibol italiano de la ciudad de Treviso. Ha sido uno de los equipos más exitosos en la historia del deporte, siendo capaz de ganar 12 títulos europeos (4 Champions League) y 21 italianos (9 Ligas).

## Historia
El equipo nace en 1987 adquirendo los derechos deportivos del Antares Vittorio Veneto y disputando el campeonato de A2 Segunda División. El año siguiente ascende a Primera División y pronto se convierte en un equipo de punta llegando hasta la final de Copa de Italia en 1989 y la de Recopa de Europa en 1990. En la temporada 1990-91 gana su primer título europeo la actual Challenge Cup (la tercera competición por importancia después de la Champions League y de la Copa Cev) y en 1992-93 su primera Copa de Italia.

### Época dorada
En la temporada 1993-94 consigue su primera Liga italiana y el año siguiente su primera Champions League. Desde esa temporada se convierte en el equipo más poderoso de Italia: en 14 temporadas entre el 1993-94 y el 2006-07 disputa 13 finales playoff, ganando nueve ligas (cayendo en cuartos en la temporada 1999-00). Además gana 4 Copas de Italia (9 finales) y  6 Supercopas de Italia (8 finales). 
En las competiciones europeas gana otras tres Champions League, 2 Supercopas de Europa, 1 Cev Cup y 2 Challenge Cup

### Últimos títulos y desaparición
En 2007 gana su último título italiano, la Supercopa Italiana por 3-0 frente al M.Roma Volley y cuatro temporadas más tarde levanta la última copa de su historia la Copa CEV 2010-11. El equipo desaparece en verano 2012 después de una temporada en la cual se traslò en Belluno, cuando el histórico partocinador Sisley deja el club por causa de la crisis económica global.

## Palmarés
- Campeonato de Italia (9)

1993-94, 1995-96, 1997-98, 1998-99, 2000-01, 2002-03, 2003-04, 2004-05, 2006-07
2° lugar (4): 1994-95, 1996-97, 2001-02, 2005-06,
- Copa de Italia (5)

1992-93, 1999-00, 2003-04, 2004-05, 2006-07,
2º lugar (6): 1988-89, 1994-95, 1995-96, 1998-99, 2000-01, 2002-03
- Supercopa de Italia (7) (récord)

1998, 2000, 2001, 2003, 2004, 2005, 2007
2º lugar (2): 1996, 1999
- Champions League (4)

1994-95, 1998-99, 1999-00, 2005-06
2° lugar (1):  2000-01
- Supercopa de Europa (2)

1994, 1999
2° lugar (2): 1995, 2000
- Recopas de Europa/Copas CEV (2)

1993-94, 2010-11
2° lugar (1): 1989-90
- Challenge Cup (4)

1990-91, 1992-93, 1997-98, 2002-03
- Copa Mundial de Clubes

2º lugar (1): 1992